# Epistola lui Clement
Epistola lui Clement este un text scris de Papa Clement I în limbă greacă la sfârșitul secolului I. Textul aparține categoriei scrierilor făcute de Părinții Bisericii.

## Compoziție
Epistola a fost datată în mod tradițional spre sfârșitul principatului lui Domițian, în 95 sau 96. Studii recente au propus diverse datări, care tind să plaseze opera în ultimii ani ai secolului I, între 95 și 100. Epistola lui Clement citează și Epistola lui Policarp.
Elementele utile pentru datare sunt faptul că relatarea morți sfinților Pavel și Petru nu este cea a unui martor ocular (capitolul 5) și importanța acordată numirilor de episcopi și diaconi (42,1-5), moartea preoților numiți de apostoli (44,2) și sfârșitul unei a doua generații de oameni ai Bisericii (44,3). În Epistolă, Biserica Romei este definită și ca „veche” (47,6), în timp ce trimișii Romei au trăit ca creștini din tinerețe până la bătrânețe (63,3). Mai mult, scrisoarea a fost deja citată la mijlocul secolului al II-lea de către Hegesippus și Dionisie din Corint.
Contextul de proveniență al scrisorii este legat de o dispută din biserica din Corint, care împinsese pe tinerii membri ai comunității să expulzeze mai mulți presbiteri în vârstă din slujba lor și să-i înlocuiască cu alții noi; preoților nu li se pune nicio ofensă morală și demiterea lor este văzută de Clement ca fiind despotică și nejustificată. Nu există claritate asupra cauzelor răscoalei, dar autorul scrisorii se referă la faptul că corintenii erau „fericiți cu ajutorul lui Hristos” (2,1); aceste ajutoare (efodie), după mărturia lui Dionisie păstrată la Eusebiu, erau contribuții pe care Biserica Romei le plătea deja în vremuri străvechi pentru a ajuta celelalte Biserici. Clement pare să afirme că tinerii din Corint erau nemulțumiți de plățile romane: și preotul Valens a fost demis pentru „avariție”. Tensiunile din secolele I și II au avut aproape întotdeauna motive economice, iar acordurile au inclus, în general, contribuții concrete în interesul tuturor părților.
Autorul scrisorii nu se semnează el însuși: când vorbește la persoana întâi folosește „noi” și scrisoarea poartă ca expeditor „Biserica lui Dumnezeu care își are sediul la Roma”. Cu toate acestea, la cincizeci de ani de la alcătuirea ei, unii scriitori asociază numele lui Clement cu scrisoarea și mărturisesc importanța acesteia, deoarece era deja citită în diferite biserici.

## Conținut
După ce a lăudat vechiul comportament al Bisericii din Corint, Clement denunță viciile comunității și scrie o laudă a virtuților, ilustrând argumentele sale cu numeroase citate din scripturile Vechiului Testament. Aceste citate, ca și ale altor autori ai vremii, se bazează pe versiunea Septuagintei și, întrucât Canonul nu fusese încă definit, includ și texte necanonice. Clement introduce spre sfârșitul scrisorii reproșul „tulburărilor prezente”, care în sine este foarte lung: epistola ajunge, de fapt, la dublul lungimii Epistolei către Evrei. Multe dintre îndemnurile sale sunt de natură generală și nu au legătură directă cu tema practică pentru care a fost creată scrisoarea: este foarte probabil să fi fost întocmită pe baza omiliilor lui Clement.
Potrivit epistolei (1,7), Biserica Romei, deși suferea de persecuție, a fost ținută ferm împreună prin credință și iubire și și-a arătat unitatea într-un cult disciplinat. Epistola a fost citită public din când în când în Corint, iar în secolul al IV-lea folosirea ei se răspândise în alte biserici. Se găsește atașat la Codex Alexandrinus.
Tonul de autoritate cu care se exprimă în epistolă este notabil, mai ales în ultimele părți (56, 58 etc.).

## Doctrină
Există puține învățături dogmatice intenționate în epistolă, așa că este aproape un exercițiu oratoric pur. Cuvintele sale despre slujirea creștină au dat naștere multor discuții (42 și 44):
„Apostolii au primit Evanghelia pentru noi de la Domnul Isus Hristos; Isus Hristos a fost trimis de Dumnezeu. Astfel Hristos este de la Dumnezeu, iar apostolii de la Hristos. Ambele misiuni provin deci din voia lui Dumnezeu... astfel, predicarea pretutindeni în țară și în cetate, ei și-au numit pe primii lor urmași, fiind încercați de Duhul, să fie episcopi și diaconi”.
În orice caz, sensul general este clar: Apostolii au asigurat o succesiune legală de slujitori. Presbiteri sunt menționați de multe ori, dar nu există nicio distincție cu episcopii. Nu există nicio indicație a unui episcop în Corint, iar autoritățile bisericești sunt întotdeauna menționate la plural. R. Sohm crede că, atunci când a scris Clement, nu exista încă un episcop de Corint, dar că, în urma scrisorii, ar fi trebuit să fie numit unul.
Rugăciunea (59-61), care amintește de anafora primelor liturgii, nu poate fi privită „ca reproducerea unui formular sacru, dar este un exemplu frumos al stilului de rugăciune solemnă pe care conducătorii ecleziastici din acea vreme îl exprimau în întruniri. pentru închinare”. Pasajul despre creație, 32-3, este în stilul unei prefațe și se încheie prin introducerea Sanctusului cu mențiunea obișnuită a puterilor angelice.

În această epistolă există spațiu amplu pentru o rugăciune pentru cei care exercită puterea. După textele Noului Testament, reprezintă cea mai veche rugăciune pentru instituțiile politice:
„Fă-ne ascultători de numele Tău atotputernic și slăvit, de conducătorii noștri și de căpeteniile noștri de pe pământ. Tu, Doamne, le-ai dat putere împărătească prin puterea Ta măreață și inefabilă, ca să fim supuși lor” -Ct 60-61